# Cajazeiras (tiểu vùng)
Cajazeiras là một tiểu vùng thuộc bang Paraíba, Brasil. Tiều vùng này có diện tích 3423 km², dân số năm 2007 là 157116 người.